# Needle Peak
Needle Peak är en bergstopp i Antarktis. Den ligger i Sydshetlandsöarna. Argentina, Chile och Storbritannien gör anspråk på området. Toppen på Needle Peak är 370 meter över havet.
Terrängen runt Needle Peak är varierad. Havet är nära Needle Peak åt sydost. Trakten är glest befolkad. Närmaste befolkade plats är St. Kliment Ohridski Base, 13,9 km nordväst om Needle Peak. 